# Familia Colonna

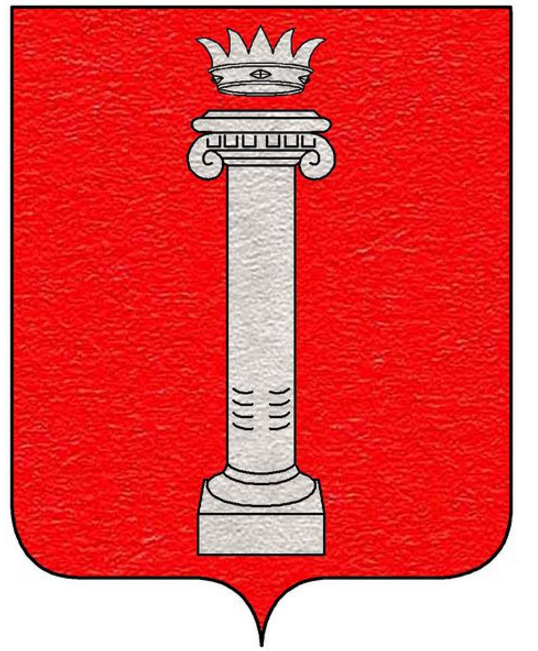
Blazonul familiei Colonna

Familia Colonna  este o familie nobiliară italiană, a fost o puternică familie în Roma medievală și renascentistă, furnizând chiar și un papă și mulți alți lideri politici și în cadrul bisericii. Familia lor se afla într-un notabil conflict amar cu familia Orsini asupra influenței în Roma până când totul a fost oprit de o Bulă papală în 1511.

## Istoria familiei
Potrivit tradiției, Colonna este o ramură a conților de Tusculum - de la Pietro (10991151), fiul lui Grigore (Gregorio) III, zis Pietro „de Columna” din proprietatea sa, Castelul Columna, în Colonna. 
Primul cardinal din familie a fost numit în 1206 când Giovanni Colonna de Carbognano a fost făcut Cardinal Diacon. Timp de mulți ani, Cardinalul Giovanni de San Paolo (ridicat în 1193) a fost identificat ca membru al familiei Colonna și, prin urmare, primul său reprezentant în Colegiul Cardinalilor, dar oamenii de știință moderni au stabilit că aceasta s-a bazat pe informații false încă de la începutul secolului al XVI-lea.
În secolul al XIV-lea familia a sponsorizat decorarea Bisericii San Giovanni, cel mai notabil fiind mozaicul. Celebrul poet Petrarca, a fost un mare prieten de familie, în special priten a lui Giovanni Colonna și de multe ori a trăit la Roma ca un oaspete al familiei. Tot în această perioadă, Colonna a început să susțină că au fost descendenți ai dinastiei Julia-Claudia (asemenea genealogii false sunt frecvente în rândul nobilimii).
În 1627 Anna Colonna, fiica lui Filippo I Colonna, s-a căsătorit cu Taddeo Barberini, nepotul Papei Urban al VIII-lea. În 1728, ramura Carbognano (Colonna di Sciarra) din familia Colonna a adăugat numele Barberini la numele de familie când Giulio Cesare Colonna di Sciarra s-a căsătorit cu Cornelia Barberini, fata ultimului membru masculin al familiei Barberini.
Locuința familiei din Roma, Palazzo Colonna, este deschisă publicului în fiecare sâmbătă dimineață.
Familia „Colonna di Paliano” este reprezentată astăzi de Prințul Marcantonio Colonna di Paliano, Prinț și Duce de Paliano (n. 1948), al cărui moștenitor este Don Giovanni Andrea Colonna di Paliano (n. 1975), și de către Don Prospero Colonna di Paliano, Prinț de Avella (n. 1956), al cărui moștenitor este Don Filippo Colonna di Paliano (n. 1995).
Linia familiei „Colonna di Stigliano” este reprezentată de Don Prospero Colonna di Stigliano, Prinț de Stigliano (n. 1938), al cărui moștenitor este nepotul lui Don Stefano Colonna di Stigliano (n. 1975).